# Topologisk rum
For en generel og mindre teknisk tilgang til det matematiske område, se Topologi.
Topologiske rum er matematiske strukturer, hvor det har mening at tale om åbne og lukkede mængder og de begreber, der afhænger heraf; herunder bl.a. konvergens, sammenhængenhed og kontinuitet. Topologiske rum optræder i praktisk talt alle områder af moderne matematik og er et centralt forenende begreb. Den gren af matematikken, der studerer selve rummene kaldes topologi.

## Definition
Typisk defineres et topologisk rum som en mængde X med en samling, T, af delmængder af X, der opfylder, at
1. Den tomme mængde og X ligger i T.
2. Foreningen af en familie af mængder i T ligger igen i T.
3. Fællesmængden af enhver endelig mængde af mængder i T ligger igen i T.

T kaldes en topologi på X, og elementerne i X kaldes punkter. Mængderne i T kaldes de åbne mængder, og deres komplementærmængder i X kaldes de lukkede mængder (bemærk at dette betyder at en mængde både kan være åben og lukket (eller ingen af delene) i det samme rum på samme tid; dette er f.eks. {\displaystyle \emptyset } og X, da de er hinandens komplementærmængder). Pr. konvention er foreningen af den tomme mængde og snittet af den tomme samling er hele X.

## Ækvivalente definitioner
Der er adskillige andre ækvivalente definitioner på et topologisk rum. F.eks. fås ved anvendelse af de Morgans love, at de ovenstående aksiomer om åbne mængder i stedet kan gives som aksiomer om de lukkede mængder:
1. Den tomme mængde og X er lukkede mængder.
2. Snittet af enhver familie af lukkede mængder er igen lukket.
3. Foreningen af to lukkede mængder er igen lukket.

En anden mulighed er at benytte Kuratowskis lukningsaksiomer, der definerer de lukkede mængder som fikspunkterne for en operator på potensmængden af X.
En omegn et punkt x er en mængde, der indeholder en åben mængde, der indeholder x. Omegnssystemet i x består af alle omegne af x. Topologien kan bestemmes ud fra et sæt aksiomer, der vedrører alle omegnssystemerne.
Et net er en generalisering af begrebet følge. En topologi er fuldstændigt bestemt, hvis mægnden af fortætningspunkter er kendt for ethvert net i X.

## Eksempler
En given mængde kan have mange forskellige topologier. Hvis en mængde udstyres med en anden topologi, betragtes den som et andet topologisk rum. Enhver mængde kan gives den diskrete topologi, hvor enhver delmængde er åben. De eneste konvergente følger eller net i denne topologi er de, der er konstante fra et vist trin. På samme måde kan enhver mængde udstyres med den trivielle topologi, i hvilken kun den tomme mængde og hele rummet er åbne mængder. Her konvergerer enhver følge eller ethvert net mod ethvert punkt i rummet. Dette viser, at grænseværdier af følger ikke nødvendigvis er entydige i generelle topologiske rum.
Der er mange måder at definere en topologi på mængden af reelle tal, R. Den sædvanlige topologi på R er den, der frembringes af de åbne intervaller: De åbne intervaller danner en basis for topologien, så enhver åben mængde er en forening af elementer fra basen. På Rn eller Cn defineres tilsvarende en topologi ved at benytte mængden af åbne kugler som basis.
Generelt kan ethvert metrisk rum udstyres med en topologi, idet de i metrikken åbne kugler benyttes som basismængder. Denne topologi er også standardtopologien på ethvert normeret vektorrum. I et endeligdimensionalt vektorrum er denne topologi den samme for alle mulige normer (i et endeligdimensionalt vektorrum er alle normer ækvivalente).
I funktionalanalyse udstyres mange mængder af operatorer med topologier, der defineres ved specificering af, hvornår en bestemt funktionsfølge konvergerer mod nulfunktionen.
En lineær graf har en naturlig topologi, der generaliserer mange af de geometriske aspekter ved grafer med knuder og kanter.
Sierpińskirummmet er det simpleste ikketrivelle og ikkediskrete topologiske rum.
Der findes adskillige forskellige topologier på en given endelig mængde. De tilhørende topologiske rum kaldes endelige topologiske rum og bruges ofte som eksempler og modeksempler på formodninger om generelle topologiske rum.
Den koendelige topologi på X består af den tomme mængde og de delmængder af X hvis komplement er endeligt; hvis X er endelig er dette naturligvis blot den diskrete topologi. Det er den mindste T1-topologi på en given uendelig mængde. Tilsvarende kan overtællelige mængder udstyres med den kotællelige topologi, hvor de åbne mængder er den tomme mængde, og de mængder hvis komplement er tælleligt.